# 马街乡 (元阳县)
马街乡，是中华人民共和国云南省红河哈尼族彝族自治州元阳县下辖的一个乡镇级行政单位。

## 行政区划
马街乡下辖以下地区：
马街村、阿路嘎村、乌湾村、红土寨村、麒麟台村、丫多村、鸠妈村、登云村、瑶寨村和木梳贾村。